# Колузаево
Колуза́ево — хутор в Азовском районе Ростовской области.

## География
Колузаево расположено на правом берегу реки Дон, напротив впадения в неё реки Койсуг, возле села Усть-Койсуг. Колузаево входит в Елизаветинское сельское поселение Ростовской области
Расстояния до ближайших городов:
|   | Название города | Расстояние |
| - | --------------- | ---------- |
| 1 | Азов            | 13,1 км    |
| 2 | Ростов-на-Дону  | 0 км       |
| 3 | Батайск         | 23,4 км    |
| 4 | Аксай           | 37,1 км    |
| 5 | Новочеркасск    | 64,8 км    |

### Улицы
- ул. Береговая,
- ул. Ленина,
- ул. Степная.

## Население
| 1989 | 2002 | 2010 |
| ---- | ---- | ---- |
| 469  | ↗566 | ↘544 |

## Образование
- МОУ Колузаевская основная общеобразовательная школа.

## Достопримечательности
- На западной окраине хутора Колузаево (на территории рыбоводных прудов) находится памятник археологии — Поселение «Колузаево-1». Природный и историко-археологический комплекс «Дельта Дона». Решением Малого Совета облсовета № 301 от 18 ноября 1992 года поселение внесено в список объектов культурного наследия местного значения под кодом № 6100245000[3].